# Next Level Games
Next Level Games Inc. là một hãng phát triển trò chơi điện tử Canada, thuộc sở hữu của Nintendo và có trụ sở ở Vancouver, British Columbia. Next Level Games thành lập năm 1982, chuyên về phát triển các máy chơi game console. Dự án đầu tiên của công ty là NHL Hitz Pro, do Midway Games phát hành năm 2003. Công ty nổi tiếng nhờ làm việc với Nintedo, các trò chơi Super Mario Strikers và Punch-Out!! (Wii) cho Wii, Luigi's Mansion:Dark Moon và Metroid Prime:Federation Force cho Nintendo 3DS, và Luigi's Mansion 3 cho Nintendo Switch.
Trong số các giải thưởng khác, Next Level Games đã được vinh danh là một trong "100 nhà tuyển dụng hàng đầu của Canada" và một trong những Nhà tuyển dụng hàng đầu của BC vào năm 2008, 2009 và 2012. Công ty đã được giới thiệu trong tạp chí Maclean's và tạp chí BC Business.

## Quá trình hoạt động
Ngày 9 tháng 1 năm 2014, xưởng game thông báo họ sẽ độc quyền làm việc với Nintendo từ nay trở đi.
Ngày 4 tháng 1 năm 2021, Nintendo thông báo rằng họ đã mua lại Next Level Games sau khi "Một số chủ sở hữu xác định rằng đây chính là thời điểm thích hợp để họ bán cổ phần của mình và NLG bắt đầu khám phá các giao dịch bán tiềm năng". Việc mua lại này diễn ra vào ngày 1 tháng 3.

## Trò chơi
| Năm  | Tựa                                | Hệ máy          | Nhà phát hành         |
| ---- | ---------------------------------- | --------------- | --------------------- |
| 2003 | NHL Hitz Pro                       | GameCube        | Midway Games          |
| 2003 | NHL Hitz Pro                       | Xbox            | Midway Games          |
| 2003 | NHL Hitz Pro                       | PlayStation 2   | Midway Games          |
| 2004 | The Suffering (công việc bổ sung)  | PC              | Midway Games          |
| 2004 | The Suffering (công việc bổ sung)  | Xbox            | Midway Games          |
| 2004 | The Suffering (công việc bổ sung)  | PlayStation 2   | Midway Games          |
| 2005 | Super Mario Strikers               | GameCube        | Nintendo              |
| 2007 | Mario Strikers Charged             | Wii             | Nintendo              |
| 2007 | Spider-Man: Friend or Foe          | Wii             | Activision            |
| 2007 | Spider-Man: Friend or Foe          | Xbox 360        | Activision            |
| 2007 | Spider-Man: Friend or Foe          | PlayStation 2   | Activision            |
| 2008 | Ticket to Ride                     | Xbox 360        | Playful Entertainment |
| 2009 | Jungle Speed                       | Wii             | Playful Entertainment |
| 2009 | Punch-Out!!                        | Wii             | Nintendo              |
| 2009 | Doc Louis's Punch-Out!!            | Wii             | Nintendo              |
| 2010 | Transformers: Cybertron Adventures | Wii             | Activision            |
| 2010 | Tom Clancy's Ghost Recon           | Wii             | Ubisoft               |
| 2011 | Captain America: Super Soldier     | Xbox 360        | Sega                  |
| 2011 | Captain America: Super Soldier     | PlayStation 3   | Sega                  |
| 2013 | Luigi's Mansion: Dark Moon         | Nintendo 3DS    | Nintendo              |
| 2016 | Metroid Prime: Federation Force    | Nintendo 3DS    | Nintendo              |
| 2019 | Luigi's Mansion 3                  | Nintendo Switch | Nintendo              |

### Những tựa trò chơi đã hủy
- WWE Titans Parts Unknown – chưa biết hệ máy
- Clockwerk – Wii, X360, PS3[7]
- Super Mario Spikers – Wii